# Майская песня (Гёте)
«Майская песня» (нем. Mailied) — стихотворение Иоганна Вольфганга Гёте. Вероятно, написано в мае 1771 года. Первая публикация состоялась в 1774 году в газете «Ирис».
«Майская песня» считается первым крупным стихотворением Гёте и шедевром его лирики зезенгеймского периода, проникнутого любовными чувствами поэта к Фридерике Брион. «Майская песня» сыграла большую роль в становлении лирического стиля Гёте.
«Майская песня» Гёте была неоднократно положена на музыку. Наиболее известны сочинения Людвига ван Бетховена и Ханса Пфицнера.